# Аппаратное шифрование
 Аппаратное шифрование — процесс шифрования, производимый при помощи специализированных вычислительных устройств.

## Введение
Сегодня для шифрования данных наиболее широко применяют три вида шифраторов: аппаратные, программно-аппаратные и программные. Их основное различие заключается не только в способе реализации шифрования и степени надёжности защиты данных, но и в цене, что часто становится для пользователей определяющим фактором. Самые дешёвые устройства шифрования — программные, затем идут программно-аппаратные средства и, наконец, самые дорогостоящие — аппаратные. Несмотря на то, что цена аппаратных шифраторов существенно выше программных, разница в цене не сравнима с значительным повышением качества защиты информации.

## Достоинства аппаратного шифрования
Большое количество средств шифрования данных создаётся в виде специализированных физических устройств. Программные шифраторы, как правило, дешевле аппаратных и в ряде случаев способны обеспечить бо́льшую скорость обработки информации. Перечень достоинств аппаратных шифраторов:
- аппаратный датчик случайных чисел создаёт действительно случайные числа для формирования надёжных ключей шифрования и электронной цифровой подписи;
- аппаратная реализация криптоалгоритма гарантирует его целостность;
- шифрование и хранение ключей осуществляются в самой плате шифратора, а не в оперативной памяти компьютера;
- загрузка ключей в шифрующее устройство с электронных ключей Touch Memory (i-Button) и смарт-карт производится напрямую, а не через системную шину компьютера и ОЗУ, что исключает возможность перехвата ключей;
- с помощью аппаратных шифраторов можно реализовать системы разграничения доступа к компьютеру и защиты информации от несанкционированного доступа;
- применение специализированного процессора для выполнения всех вычислений разгружает центральный процессор компьютера; также можно установить нескольких аппаратных шифраторов на одном компьютере, что ещё более повышает скорость обработки информации (это преимущество присуще шифраторам для шины PCI);
- применение парафазных шин при создании шифрпроцессора исключает угрозу чтения ключевой информации по колебаниям электромагнитного излучения, возникающим при шифровании данных, в цепях «земля — питание» устройства.
- шифрование данных проходит быстрее чем в программно-аппаратно шифровании

При установке на компьютер специализированного шифровального оборудования будет возникать меньше проблем, чем при добавлении в системное программное обеспечение функций шифрования данных. В самом лучшем случае шифрование должно производиться так, чтобы пользователь не замечал его. Чтобы сделать это при помощи программных средств, они должны быть спрятаны достаточно глубоко в операционной системе. Проделать эту операцию безболезненно с отлаженной операционной системой очень непросто. Но подсоединить шифровальное устройство к персональному компьютеру или к модему сможет любой непрофессионал.

## Виды устройств аппаратного шифрования
Современный рынок предлагает 3 разновидности аппаратных средств шифрования информации потенциальным покупателям
- блоки шифрования в каналах связи
- самодостаточные шифровальные модули (они самостоятельно выполняют всю работу с ключами)
- шифровальные платы расширения для установки в персональные компьютеры

Почти все устройства первых двух типов узкоспециализированы. И поэтому нужно досконально исследовать ограничения, которые при установке эти устройства накладывают на соответствующие устройства, прикладное программное обеспечение и операционные системы до того, как принимать конечное решение об их покупке. В противном случае можно зря потратить деньги, нисколько не приблизившись к желаемой цели. Правда, существуют компании, которые продают коммуникационное оборудование вместе с заранее установленными устройствами аппаратного шифрования, что иногда облегчает выбор.
Платы расширения для персональных компьютеров являются более универсальным средством аппаратного шифрования и, как правило, их очень легко настроить так, чтобы они шифровали всю информацию, записываемую на жёсткий диск или пересылаемую в порты и дисководы. Обычно защита от электромагнитного излучения в платах расширения для аппаратного шифрования отсутствует, так как бессмысленно защищать эти платы, если весь компьютер не защищается аналогичным образом.

## Дополнительные возможности аппаратных шифраторов
Использование целой платы расширения только для аппаратного шифрования слишком расточительно. Помимо функций шифрования, производители стараются добавить в свои устройства разнообразные дополнительные возможности, например:
- Генератор случайных чисел. Он необходим в основном для генерации криптографических ключей. Вдобавок, большое количество алгоритмов шифрования применяют их и для других целей. К примеру, алгоритм электронной подписи ГОСТ Р 34.10 — 2001: При вычислении подписи используется каждый раз новое случайное число.
- Доверенная загрузка. Контроль входа на компьютер. Каждый раз, когда пользователь включает персональный компьютер, устройство будет требовать от него ввода персональной информации (например, вставить дискету с ключами). Только если устройство распознает предоставленные ключи и сочтёт их «своими», загрузка будет продолжена. Иначе пользователь будет вынужден разбирать компьютер и вынимать оттуда плату шифратора, чтобы включить компьютер (тем не менее, как известно, информация на жёстком диске также может быть зашифрована).
- Контроль целостности файлов операционной системы. Злоумышленник не сможет в ваше отсутствие что-либо поменять в операционной системе. Шифратор хранит в своей памяти перечень всех важных файлов с заранее посчитанными для каждого контрольными суммами (или хеш-значениями), и компьютер будет блокирован, если при очередной загрузке не совпадёт контрольная сумма хотя бы одного из файлов.

Устройством криптографической защиты данных (УКЗД) называется плата расширения со всеми вышеперечисленными возможностями. Устройство аппаратного шифрования, контролирующее вход на персональный компьютер и проверяющее целостность всех файлов операционной системы, называется также «электронным замком». Понятно, что аналогия не совсем полная — обычные замки сильно уступают этим интеллектуальным устройствам. Хотя ясно, что последним необходимо программное обеспечение — требуется утилита, генерирующая ключи для пользователей и хранит их список для опознания «свой/чужой». Кроме этого, необходима программа для выбора важных файлов и подсчёта их контрольных сумм. Доступ к этим приложениям обычно есть только у администратора по безопасности. Он должен заранее сконфигурировать все устройства для пользователей, а если появятся проблемы, должен разобраться в их причинах.

## Примеры существующих аппаратных шифраторов

### USB-шифратор ruToken
ruToken — российское средство аутентификации и защиты информации, использующее сертифицированные алгоритмы шифрования и аутентификации и объединяющее в себе российские и международные стандарты безопасности.
ruToken представляет собой небольшое электронное устройство, подключаемое к USB-порту компьютера (USB-брелок). Он является аналогом смарт-карты, но для работы с ним не требуется дополнительное оборудование (считыватель).
Аутентификация
- Замена парольной защиты при доступе к БД, Web-серверам, VPN-сетям и security-ориентированным приложениям на программно-аппаратную аутентификацию;
- Защищённые соединения при доступе к почтовым серверам, серверам баз данных, Web-серверам, файл-серверам, аутентификации при удалённом доступе.

Защита данных
- Защита информации (шифрование по ГОСТ 28147-89);
- Защита электронной почты (ЭЦП, шифрование);
- Защита доступа к компьютеру (авторизация пользователя при входе в операционную систему).

Корпоративное использование
- В прикладных программах в системах электронной торговли для хранения служебной информации, персональной информации пользователей, паролей, ключей шифрования, цифровых сертификатов и другой конфиденциальной информации;
- ruToken может выступать как единое идентификационное устройство для доступа пользователей к разным элементам корпоративной системы и обеспечивать, например, разграничение доступа, автоматическую постановку ЭЦП документов и т. д.

Основные характеристики ruToken:
- Аппаратное шифрование по ГОСТ 28147-89;
- Файловая система по ISO 7816;
- 8, 16, 32, 64 или 128 Кбайт энергонезависимой памяти;
- Поддержка PC/SC, PKCS#11, MS CryptoAPI, X.509.

Общие технические характеристики:
- Базируется на защищенном микроконтроллере;
- Интерфейс USB (USB 1.1 / USB 2.0);
- EEPROM память 8, 16, 32, 64 или 128 Кб;
- 2-факторная аутентификация (по факту наличия ruToken и по факту предъявления PIN-кода);
- 32-битовый уникальный серийный номер;
- Поддержка ОС Windows 98/ME/2000/XP/2003/Vista/2008/7;
- Поддержка стандартов ISO/IEC 7816, PC/SC, ГОСТ 28147-89, MS CryptoAPI и MS SmartcardAPI, PKCS#11 (v.2.10+);
- Собственные Crypto Service Provider и ICC Service Provider со стандартными наборами интерфейсов и функций API;
- Возможность интеграции в любые smartcard-ориентированные программные продукты (e-mail-, internet-, платёжные системы и т. п.).

ruToken обладает встроенной файловой системой, отвечающей стандарту ISO/IEC 7816. Обеспечивается прозрачное шифрование всей файловой системы по ГОСТ 28147-89 на основе данных, уникальных для каждого экземпляра ruToken.
Встроенный алгоритм шифрования ГОСТ 28147-89 позволяет шифровать данные в режимах простой замены, гаммирования и гаммирования с обратной связью. ruToken производит выработку 32-битовой имитовставки по ГОСТ 28147-89 и генерацию 256-битовых случайных чисел. Ключи шифрования хранятся в ruToken в защищённом виде, без возможности их экспорта из ruToken. Поддерживается импорт ключей шифрования ГОСТ 28147-89.
Дополнительные возможности:
- Поддержка стандарта X.509 и алгоритмов RSA, DES (3DES), RC2, RC4, MD4, MD5, SHA-1;
- Защищённое хранение ключей асимметричного шифрования и цифровых сертификатов и возможность использовать ruToken для асимметричного шифрования данных и работы с цифровыми сертификатами из любых smartcard-приложений стандарта PC/SC;
- Протестирована работа с E-mail-клиентами: MS Outlook, MS Outlook Express и центрами сертификации Microsoft и Verisign;
- Готовое решение — организация защищённого Logon в Windows 2000/XP/2003, в том числе PKI Logon.

### ПСКЗИ серии ШИПКА
ПСКЗИ ШИПКА представляет собой специализированное мобильное устройство, позволяющее надежно выполнять криптографические преобразования и хранить ключи.
Семейство включает в себя серию USB-устройств (осознавая, что на рынке СКЗИ сегодня достаточно широк выбор лишь дешевых средств — аналогов смарт-карт, мы разработали модификации со значительно различающимися показателями): ШИПКА-1.5, ШИПКА-1.6 и ШИПКА-1.7, а также устройства в конструктиве CF Type II, PC CARD Type II, ExpressCard 34 и устройство ШИПКА-Модуль.
Криптографическая функциональность всех этих устройств одинакова — это шифрование, ЭЦП, хеш-функция, генерация ключей, долговременное хранение ключей и сертификатов.
Реализация криптографических операций во всех случаях аппаратная (по отношению к ПК).
Для хранения ключевой информации во всех устройствах есть энергонезависимая защищённая память объёмом 4 Кбайт, расположенная непосредственно в процессоре.
Все устройства снабжены дополнительной энергонезависимой памятью типа DataFlash с файловой системой, подобной ISO/IEC 7816; имеют в своём составе аппаратные ДСЧ.
Все модификации ПСКЗИ ШИПКА работают под ОС семейства Win32, имея для этого программные интерфейсы — Криптопровайдер Microsoft CryptoAPI, библиотека API PKCS#11.
Во всех устройствах семейства ШИПКА реализованы все российские криптографические алгоритмы.
В них также реализована возможность поддержки зарубежных криптографических алгоритмов.
Набор зарубежных алгоритмов для всех устройств одинаков:
Шифрование: RC2, DES, DESX, TripleDES;
Хеширование: MD5, SHA-1;
ЭЦП: RSA (ШИПКА-1.5 — 512-бит, остальные — 2048-бит), DSA (ШИПКА-1.5 — 1024-бит, остальные — 2048-бит).
Все устройства являются полностью перепрограммируемыми — firmware может обновляться непосредственно пользователем. Это даёт возможность расширения его функциональности и создания индивидуальных решений для тех или иных задач заказчика, поскольку в целом ряде случаев эксклюзивное решение существенно предпочтительнее стандартного.
Персональное средство криптографической защиты данных ШИПКА-1.7
Характеристики:
- тактовая частота процессора: 16 МГц
- 1-2 такта на команду (большинство — 1)
- частота исполнения команд: 14 МГц
- Память программ: 128 Кбайт
- Оперативная память: 4 Кбайта
- Встроенная защищённая энергонезависимая память: EEPROM 4 Кбайт
- Средства повышения производительности криптографических преобразований: Аппаратный криптографический сопроцессор
- Поддержка файловой системы: По стандарту ISO/IEC 7816
- Внешняя память: 1) Типа Data Flash 2 Мбайт (по заказу — до 8 Мбайт)

2) Типа NAND-flash — до 1Гб (шифрованный диск (шифрование по ГОСТ 28147-89)
- Двуплечевой аппаратный датчик случайных чисел
- High-speed Контроллер USB-интерфейса
- Скорость обмена для однонаправленных функций — около 3 Мбайт/с, для двунаправленных — около 1,5 Мбайт/с
- Аппаратная реализация криптографических алгоритмов:

При наличии шифрованного диска — только
— ЭЦП + шифрование ГОСТ + хеш ГОСТ;
Если диск не ставить — то доступны так же
— ЭЦП + шифрование DES/TripleDES + хеш SHA-1;
— ЭЦП + шифрование RC2 + хеш MD5;
Скорости:
ЭЦП по ГОСТ Р 34.10-2001:
— выработка ключа — 30 мс,
— вычисление ЭЦП — 40 мс,
— проверка ЭЦП — 70 мс.
Вычисление хеш-функции — около 3 Мбайт/с,
шифрование — около 1,5 Мбайт/с.
- Обмен данными с собственной внешней памятью: С помощью аппаратного контроллера SPI-интерфейса.

Предельная скорость: 1 Мбайт/с, реальная — 500 Кбайт/с без накладных расходов
Возможность обновления firmware без дополнительного оборудования у пользователя есть, включая динамическое перепрограммирование криптографического сопроцессора.

### УКЗД серии КРИПТОН
Устройства криптографической защиты данных (УКЗД) серии КРИПТОН — это аппаратные шифраторы для IBM PC-совместимых компьютеров. Устройства применяются в составе средств и систем криптографической защиты данных для обеспечения информационной безопасности (в том числе защиты с высоким уровнем секретности) в государственных и коммерческих структурах.
КРИПТОН — серия аппаратных шифраторов для IBM PC-совместимых компьютеров, выполнены в виде плат расширения ISA и PCI персонального компьютера с процессором i386 и выше.
Программное обеспечение устройств КРИПТОН позволяет:
шифровать компьютерную информацию (файлы, группы файлов и разделы дисков), обеспечивая их конфиденциальность;
осуществлять электронную цифровую подпись файлов, проверяя их целостность и авторство;
создавать прозрачно шифруемые логические диски, максимально облегчая и упрощая работу пользователя с конфиденциальной информацией;
формировать криптографически защищённые виртуальные сети, шифровать IP-трафик и обеспечивать защищённый доступ к ресурсам сети мобильных и удаленных пользователей;
создавать системы защиты информации от несанкционированного доступа и разграничения доступа к компьютеру.
Основные характеристики:
- алгоритм шифрования ГОСТ 28147-89;
- размерность ключа шифрования — 256 бит (количество возможных комбинаций ключей — 1,158*1077);
- количество уровней ключевой системы — 3 (главный ключ — пользовательский/сетевой ключ — сеансовый ключ);
- датчик случайных чисел — аппаратный (аттестован экспертной организацией);
- отклонение распределения значения случайных чисел от равновероятного распределения — не более.0,0005;
- поддерживаемые операционные системы — MS-DOS, Windows 95(98)/ME/NT 4.0/2000/XP/2003 UNIX (Solaris/Intel) (возможно создание оригинальных программных драйверов для работы устройств).

Crypton Emulator — программный эмулятор функций шифрования УКЗД серии «КРИПТОН» в ОС Windows 95/98/Me/NT 4.0/2000/XP/2003, Solaris 2.x, 7, 8, Linux.
Эмулятор обеспечивает шифрование по алгоритму ГОСТ 28147-89, по функциям шифрования эмулятор полностью совместим с УКЗД серии «Криптон». Таким образом, возможна замена аппаратного УКЗД «Криптон» его программным эмулятором без какого-либо изменения программного обеспечения, использующего УКЗД «Криптон» или Crypton Emulator через стандартный программный интерфейс Crypton API.
С шифратором работает прикладное программное обеспечение, рассчитанное на конечного пользователя, и/или средства разработки — библиотеки, предназначенные для встраивания в продукты независимых разработчиков функций шифрования и/или электронной цифровой подписи (ЭЦП).
Библиотека Crypton API — является необходимой интерфейсной составляющей и обеспечивает программный интерфейс к устройствам криптографической защиты данных (УКЗД) серии КРИПТОН для приложений Win32 и DOS-программ в режиме эмуляции DOS в операционных средах Windows 95/98/NT 4.0/2000/XP/2003, Solaris 2.x, 7, 8 (x86, Sparc). Использование различных компонентов и решений позволяет решать задачи, начиная от абонентского шифрования и ЭЦП и заканчивая шифрованием IP-трафика. Позволяют защищать сведения с высоким грифом секретности, включая сведения, составляющие государственную тайну.

### eToken PRO
eToken PRO (Java) представляет собой защищённое устройство, предназначенное для строгой аутентификации, безопасного хранения секретных данных, выполнения криптографических вычислений и работы с асимметричными ключами и цифровыми сертификатами.
- Микросхема смарт-карты: Atmel AT90SC25672RCT
- Операционная система смарт-карты: Athena OS755, встроенная виртуальная машина Java (полностью совместимая со стандартом Sun Java Card)
- Поддерживаемые интерфейсы и стандарты: PKCS#11 версии 2.01, Microsoft CryptoAPI, PC/SC, поддержка сертификатов стандарта X.509 v3; SSL v3, IPSec/IKE; Microsoft CCID; eToken Minidriver
- Аппаратно реализованные алгоритмы: RSA 1024 / 2048, DES, 3DES, SHA-1
- Защищенная память объёмом 72 КБ на микросхеме смарт-карты
- Модели: USB-ключ и смарт-карта
- Возможность встраивания радио-метки (RFID)
- Поддерживаемые версии eToken PKI Client: 4.55 и выше
- Поддерживаемые версии eToken SDK: 4.5 и выше

Назначение
- Двухфакторная аутентификация пользователей автоматизированных систем.
- Защищённое хранение ключевой информации пользователей.
- Загрузка и исполнение пользовательских приложений (аплетов) на устройстве.

Возможности
- Двухфакторная аутентификация пользователей в системах, построенных на основе технологии PKI, в унаследованных приложениях, на рабочих станциях и в сети, в гетерогенных средах, при удалённом доступе к информационным ресурсам. Для аутентификации пользователя могут использоваться несколько методов, включая:
  - аутентификацию на основе PKI с использованием цифровых сертификатов стандарта Х.509;
  - аутентификацию на основе паролей, кодов доступа и других данных, хранимых в защищённой памяти устройства.
- Расширение базовой функциональности за счёт загрузки дополнительных приложений (аплетов), разработанных на языке Java.
- Увеличенный объем памяти для защищённого хранения пользовательских данных и ключевой информации пользователя (72 КБ).
- Работа без установки дополнительных драйверов в операционных системах Windows Vista, Linux, Mac OS (драйвера входят в состав ОС).
- Встроенные радио-метки (RFID-метки) для использования в системах контроля и управления доступом в помещения.

### IronKey
IronKey флеш-диск с прозрачным аппаратным шифрованием данных. Предназначен для безопасного хранения секретных данных.
- Аппаратно реализованные алгоритмы: RSA 2048, SHA 256, AES 256.
- Защищённая память объёмом 1-32Гб, в зависимости от модели.
- Самоуничтожение ключей шифрования и собственно данных после 10 неправильных попыток ввода пароля (устройство более не работоспособно).
- Дополнительные функции, обеспечивающие безопасность работы пользователя (менеджер паролей, анонимный шифрованный доступ в интернет, виртуальная клавиатура, утилита создания и восстановления зашифрованных резервных копий и т. д.)